# De Dietrich 24 CV (1901)
Dieser Pkw De Dietrich 24 CV erschien 1901. Hersteller war die Société de Dietrich et Cie de Lunéville in Frankreich.

## Beschreibung
Das einzige sichere Baujahr ist 1901. Die Lizenz kam vom französischen Unternehmen Amédée Bollée fils. Vorgänger war der 18 CV von 1900.
Das Fahrzeug hat einen Vierzylinder-Reihenmotor. Der Hubraum ist nicht bekannt, aber er ist größer als beim Vorgänger mit 6305 cm³. Der Motor war damals in Frankreich steuerlich mit 24 CV eingestuft.
Der Motor ist liegend hinter der Vorderachse eingebaut. Er treibt die Hinterräder an.
Bekannt ist die Karosseriebauform zweisitziger Phaeton.

## Autorennen
Der einzige bekannte Renneinsatz war im Juni 1901 beim Rennen von Paris nach Berlin. Noirel war der Fahrer. Er erreichte das Ziel nicht.